# Billy Ray
William (Billy) Ray is een Amerikaans scenarist en regisseur. Hij is vooral bekend als scenarist van de films The Hunger Games, Captain Phillips en Volcano.

## Carrière
Zijn vader was een belangenvertegenwoordiger van schrijvers. Reeds als tiener schreef hij scenario's. In de jaren 1980 verkocht hij het script voor een aflevering aan de makers van de animatiereeks The Jetsons. In 1994 werd zijn eerste filmscenario, Color of Night, verfilmd met Bruce Willis in de hoofdrol. Zijn doorbraak in Hollywood volgde enkele jaren later toen hij mocht meewerken aan het script van de rampenfilm Volcano (1997).
In 2003 schreef en regisseerde hij Shattered Glass, dat gebaseerd was op het leven van journalist Stephen Glass. Ray werd voor de biografische film genomineerd voor een Chicago Film Critics Association Award en Independent Spirit Award. Vier jaar later schreef en regisseerde hij ook de historische thriller Breach (2007). Die film was gebaseerd op het leven de van Eric O'Neill, de FBI-agent die een aandeel had in het ontmaskeren van spion Robert Hanssen. Ook Ray's volgende film, State of Play (2009), was een politieke thriller. De prent, die geregisseerd werd door Kevin Macdonald, was een verfilming van de gelijknamige BBC-serie.
Nadien werkte Ray samen met schrijfster Suzanne Collins en scenarist Gary Ross aan het scenario voor The Hunger Games (2012), de verfilming van Collins gelijknamige bestseller. De prent was het eerste deel uit de The Hunger Game-franchise en bracht zo'n 700 miljoen dollar op. Vervolgens schreef Ray het script voor de biografische thriller Captain Phillips (2013). De film, die gebaseerd was op de kaping van Maersk Alabama, werd geregisseerd door Paul Greengrass en leverde Ray begin 2014 een Academy Award- en BAFTA-nominatie op.
In 2015 schreef en regisseerde Ray de thriller Secret in Their Eyes, een Amerikaanse remake van El secreto de sus ojos (2009), de Argentijnse film die in 2010 de Oscar voor beste niet-Engelstalige film won.

## Prijzen en nominaties
Academy Award
2014 – Best Writing, Adapted Screenplay – Captain Phillips (genomineerd)
BAFTA
2014 – Best Adapted Screenplay – Captain Phillips (genomineerd)

## Filmografie
| - Color of Night (1994) - The Shooter (1995) - Volcano (1997) - Hart's War (2002) - Shattered Glass (2003) - Suspect Zero (2004) - Flightplan (2005) - Breach (2007) - State of Play (2009) - The Hunger Games (2012) - Captain Phillips (2013) - Secret in Their Eyes (2015) - Overlord (2018) - Gemini Man (2019) - Terminator: Dark Fate (2019) - Richard Jewell (2019) |  | - Shattered Glass (2003) - Breach (2007) - Secret in Their Eyes (2015) |